# بوكاس باسكوال
بوكاس باسكوال هي مخرجة أفلام أنغوليّة.

## الحياة المُبكّرة والتعليم
وُلدت ماريا إسبيرانكا باسكوال في الحادي عشر من تشرين الثاني/نوفمبر 1963، :138 في مدينةلواندا بدولة أنغولا. عاشت في مدينتها الأم حتى سنّ السادسة عشر حينما اضطرت لمغادرة أونغولا إلى مدينة لشبونة في البرتغال مع أختها بسببِ اندلاع الحرب الأهليّة. بعد ذلك بعامين، عادت باسكوال إلى أنغولا وأصبحت أول مصورة تلفزيونية في لواندا.
درست باسكوال في فرنسا وبالضبطِ في المعهد الحرّ للسينما الفرنسيّة (بالفرنسية: Conservatoire Libre du Cinema Francais)‏ وتخرجت منه في تخصّص تحرير الأفلام. انضمَّت عام 2002 إلى مجموعة من الفنانين في المدينة العالمية للفنون (بالفرنسية: Cité internationale des Arts)‏ فشاركت في العديد من معارض الفنون المعاصرة. تعيش باسكوال حاليًا بين باريس ولشبونة حيث تعمل على فيلمها الطويل التالي الذي سيحكي قصة حب بين جندي من جنوب إفريقيا وأنجوليّة.

## المسيرة المهنيّة
أخرجت باسكوال أول فيلمٍ لها عام 1998، وكان فيلمًا روائيًا قصيرًا صدر في البداية في الهند تحت عنوان بالنسبة لنا (بالإنجليزية: For Us)‏، ثمّ أخرجت فيلمين وثائقيين هما ذكريات الطفولة (بالإنجليزية: Childhood Memories)‏ الذي صدر عام 2000 والفيلم الوثائقيّ الآخر هناك دائمًا شخص يحبك (بالإنجليزية: There is always somebody who loves you)‏ الذي صدر عام 2004. قامت باسكوال أيضًا بإخراجِ الفيلم القصير غدًا سيكون مختلفًا (بالإنجليزية: Tomorrow will be different)‏ والذي صدر عام 2008. أخرجت المخرجة الأنغوليّة عام 2011 أول فيلم روائي طويل لها بعنوان هنا كل شيء على ما يرام (بالإنجليزية: here everything is fine)‏ والذي استوحت قصّته من منفاها من البرتغال. حصل هذا الفيلم على جائزة لجنة التحكيم لأفضل قصّةٍ في مهرجان مهرجان لوس أنجلوس السينمائي المستقل عام 2012، :294 كما أُنتج الفيلم في وقتٍ لاحقٍ تحت اسم ألدا وماريا (بالإنجليزية: Alda and Maria)‏ حيثُ صدر في كانون الثاني/يناير 2015. ظهرت أعمالها في أكثر من 20 مهرجانًا حول العالم منذ أن بدأت حياتها المهنيّة كمخرجة أفلام.

## قائمة أعمالها
| السنة | العنوان             | العنوان الأصلي                         | المرجع |
| ----- | ------------------- | -------------------------------------- | ------ |
| 2000  | ذاكرة الطفولة       | Childhood Memory                       | [ 15 ] |
| 2003  | هناك دائمًا شخص يحبك | There is always somebody who loves you | [ 16 ] |
| 2009  | غدًا سيكون مختلفًا    | Tomorrow will be different             |        |
| 2011  | كل شيءٍ على ما يُرام  | All Is Well                            | [ 17 ] |
| 2017  | بناتي               | Girlie                                 | [ 18 ] |

## الجوائز
- أفضل فيلمٍ في مهرجان لوس أنجلوس السينمائي الدولي
- جائزة أفضل فيلمٍ في المهرجان السينمائي في لواندا
- أفضل فيلم في المسابقة الوطنية في المهرجان الدولي للسينما المستقلة في شبونة
- جائزة أحسن ممثلة في مهرجان الفيلم الوثائقي بخريبكة
- جائزة أحسن ممثلة في مهرجان قرطاج الدولي
- أفضل فيلم برتغالي طويل في مهرجان الفيلم المستقل الدولي
- أفضل ألوان في مهرجان الصوت في إثيوبيا